# أنتوني ويلكينسون
أنتوني ويلكينسون (15 أغسطس 1981 في نيوزيلندا - ) (بالإنجليزية: Anthony Wilkinson)‏ هو لاعب كريكت نيوزلندي.

## وصلات خارجية
- أنتوني ويلكينسون على موقع إي آس بي آن كريك إنفو (الإنجليزية)